# Prostaciclina
La prostaciclina, PGI2 o prostaglandina I2, è un composto chimico di formula chimica C20H32O5 che in condizioni standard si presenta in fase solida.

## Storia
Nel 1970 Ts'ao notò che l'aggiunta di segmenti di vasi sanguigni nel plasma ricco di piastrine non ne induceva l'aggregazione a differenza del collagene ottenuto dagli stessi. Heynes e colleghi suggerirono che le cellule endoteliali potessero inibire l'aggregazione piastrinica come risultato di una ADPasi prodotta da queste cellule.
Nel 1976 un gruppo di ricerca dei Wellcome Research Laboratories (Beckenham, Inghilterra), diretto da Vane, isolò una prostaglandina che dimostrava essere un potente inibitore dell'aggregazione piastrinica e la denominò prostaglandina X. Le venne dato il nome comune di prostaciclina per la presenza di due anelli nella struttura.
Prese il nome di prostaglandina I sulla base dell'ordine alfabetico e il suffisso 2 perché deriva da acidi grassi con due legami insaturi. Il farmaco è stato approvato per la prima volta nel 1995 per il trattamento della tromboflebite ricorrente e ipertensione arteriosa polmonare (IAP).

## Caratteristiche strutturali e fisiche
Si tratta di un lipide facente parte della categoria degli eicosanoidi, in particolare della classe delle prostaglandine.
| N. di atomi pesanti                          | 25                                                 |
| N. di donatori di legami a idrogeno          | 3                                                  |
| N. di accettori di legami a idrogeno         | 5                                                  |
| N. di elementi stereogenici atomici definiti | 5                                                  |
| N. di legami stereogenici definiti           | 2                                                  |
| N. di legami ruotabili                       | 10                                                 |
| Massa monoisotopica                          | 352,22497412 u                                     |
| Superficie polare                            | 87 Å²                                              |
| Sezione d'urto                               | 186,84 Å² [M-H]- 198,6 Å² [M+H]+ 196,67 Å² [M+Na]+ |

## Abbondanza e disponibilità
La prostaglandina I2 è presente nella maggior parte dei mammiferi che utilizzano la trombosi mediata dalle piastrine per la coagulazione del sangue.

## Reattività e caratteristiche chimiche
La molecola risulta più stabile a pH alcalino, in particolare a pH superiori a 8,4.

### Spettri analitici
- MS-MS[9]
- LC-MS[10]

## Biochimica
Il recettore IP è espresso in diversi organi, tra cui il rene, il fegato, il polmone e il cuore, e svolge effetti antinfiammatori in ciascuna di queste sedi.

### Sviluppo neonatale
PGI2 è principalmente prodotto dalle cellule endoteliali e subendoteliali, entrambe derivanti dal mesoderma embrionale. Nelle fasi fetali avanzate e nei primi stadi postnatali, PGI2 agisce come un importante vasodilatatore polmonare e contribuisce alla transizione cardiopolmonare alla nascita e allo sviluppo continuo del polmone.
Le prostaglandine svolgono un ruolo essenziale nella chiusura degli shunt cardiaci prenatali. Sebbene non sia così significativa come la prostaglandina E2, i livelli di prostaglandina I2 aumentano in preparazione alla nascita.
I neonati prematuri mostrano livelli ridotti di prostanoidi, il che potrebbe contribuire teoricamente all'aumento dei tassi di difetti congeniti, come la pervietà del dotto arterioso nei neonati pretermine. Inoltre, basse dosi di prostaglandine possono aiutare a indurre il travaglio, in particolare nelle gravidanze oltre il termine.
La prostaglandina E2 e I2 sono rilassanti vascolari naturali e gli inibitori della loro espressione sono utili come terapia per chiudere il dotto arterioso pervio nei neonati. Gli inibitori della sintesi delle prostaglandine, come indometacina o ibuprofene, sono comunemente utilizzati per il trattamento della pervietà sintomatica del dotto arterioso nei neonati pretermine.

### Reni
Nell'uomo, la PGI2 è prodotta nella corticale renale, mentre nei conigli il rene sintetizza la PGI2 da acido arachidonico endogeno ed esogeno. Nonostante il rene sia in grado di sintetizzare PGI2, produce principalmente trombossano a seguito di un'ostruzione ureterica, pertanto PGI2 potrebbe agire come vasodilatatore per bilanciare l'azione vasocostrittiva del trombossano.

### Sistema cardiovascolare
PGI2 regola il flusso sanguigno a livello coronarico e limita l'ipertensione sistemica. Come la PGE, PGI2 è importante nella regolazione della pressione sanguigna e, diversamente dalla PGE, non viene completamente inattivata nella piccola circolazione.

### Sistema riproduttivo
PGI2 e 6-cheto-PGF1α vengono prodotti nell'utero dai vasi placentari e nelle vescicole seminali. Vi sono dati che evidenziano il ruolo della PGI2 nella fisiologia uterina e che indicano come il composto regoli il flusso sanguigno tra la placenta e il feto.
PGI2 stimola una risposta contrattile bifasica, pertanto potrebbe funzionare come agente di bilanciamento dell'attività stimolante miometriale intrinseca di altre prostaglandine, in particolare della PGF1α. È stato inoltre dimostrato che PGI2 è il principale endoperossido fetale portando alla conclusione che essa sia un importante regolatore del flusso sanguigno fetale.

### Stomaco
A livello gastrico la PGI2:
- aumenta il flusso sanguigno a livello della mucosa gastrica attraverso vasodilatazione,
- inibisce la secrezione gastrica,
- inibisce la formazione di ulcere gastriche dovute all'indometacina.

### Infiammazione
Durante l'infiammazione vengono rilasciate prostaglandine della serie E (PGE1 e PGE2) e PGI2. A differenza delle PGE, PGI2 potenzia la risposta infiammatoria senza alterare la permeabilità vascolare, ma potenziando la permeabilità vascolare indotta da istamina, serotonina o ADP. La molecola inoltre promuove la chemiotassi. La produzione di PGI2viene attivata in diversi contesti di infiammazione di tipo 2 ed è principalmente implicata come fattore immunomodulatore, agendo nella fase di risoluzione dell'infiammazione.

### Biosintesi
La prostaglandina I2 viene sintetizzata tramite COX-2 e PGIS dai fosfolipidi di membrana in risposta a stimoli pro-infiammatori mediati da citochine, fattori di crescita o altri stimoli fisici e chimici esogeni. Il processo prevede l'intervento sequenziale della fosfolipasi A2 per liberare l'acido arachidonicodai fosfolipidi di membrana, della prostaglandina H sintetasi per catalizzare la ciclo-ossigenazione dell'acido  arachidonico a formare PGG2 e la sua riduzione a PGH2, nonché della PGI2 sintetasi (isomerasi) per la trasformazione della PGH2 in PGI2.
La PGI2 sintetasi è inibita dai perossidi lipidici, dalla tranilcipromina e dall'acido 15-idrosiarachidonico. È stato dimostrato che le piastrine non rilasciano endoperossidi senza che vi sia inibizione della trombossano sintetasi. PGI2 è principalmente sintetizzata nelle cellule endoteliali vascolari e nelle cellule muscolari lisce, ma viene prodotta anche nei fibroblasti, nelle cellule dendritiche follicolari e nelle cellule nutrici timiche.
L'attivazione endoteliale della protein chinasi attivata da mitogeno p38 (MAPK p38) inibisce l'aggregazione piastrinica inducendo la produzione di PGI2.

### Patologie
Nei pazienti con sepsi, trauma o ARDS la produzione di PGI2 aumenta. La via metabolica della PGI2 risulta alterata nei pazienti affetti da IAP. Lo sbilanciamento delle concentrazioni relative di PGI2 e trombossano viene considerato un evento precoce nella formazione di trombi vascolari a livello coronarico e cerebrale.
La produzione di PGI2 risulta ridotta in pazienti con danno endoteliale subletale causate da alterazioni del flusso ematico renale e ischemia renale. La ridotta formazione di PGI2  e PGE2 a livello renale determina vasocostrizione e ritenzione di sodio ed acqua che a loro volta tendono ad aumentare la pressione sanguigna.

## Farmacologia e tossicologia

### Farmacocinetica
Studi sugli animali hanno dimostrato una clearence elevata (93 ml/min per kg di peso corporeo), un ridotto volume di distribuzione (357 ml/kg) e una breve emivita (2,7 min). Nel sangue umano a 37°C e pH 7,4, PGI2 ha un'emivita di 2 minuti e viene idrolizzata rapidamente in 6-cheto-PGF1α, che può essere rilevata e misurata nelle urine (82%).
La PGI2 viene inoltre metabolizzata a 6,15-dicheto-13,14-diidro-PGF1α (attivo)e in altri 14 metaboliti minori che vengono ritrovati nelle urine. A 22°C la sua attività si blocca in 20 minuti circa.

### Farmacodinamica
È il più potente inibitore naturale conosciuto dell'aggregazione piastrinica, tuttavia è un inibitore meno potente dell'adesione piastrinica. PGI2 si lega al recettore IP, un recettore accoppiato a proteine G (GPCR) che si trova principalmente sulle membrane cellulari delle piastrine, della muscolatura liscia e di alcune cellule immunitarie. Come la maggior parte dei GPCR, IP è una proteina a sette domini transmembrana che si associa a una proteina G (proteina α-stimolatoria legante nucleotidi di guanosina).
Quando PGI2 si lega al recettore, la subunità α della proteina G scambia GDP con GTP e si dissocia dal resto del GPCR per attivare l'adenilato ciclasi, che inizia a produrre cAMP. L'aumento dei livelli di cAMP provoca la fosforilazione di proteine essenziali a valle, portando infine all'inibizione dell'aggregazione piastrinica, al rilassamento della muscolatura liscia e alla riduzione della proliferazione cellulare.
A livello molecolare PGI2 è 10 volte più attiva di PGD2, 30 volte più attiva di PGE1 e 100 volte più attiva di 6-cheto-PGF1α nello stimolare la produzione di cAMP. L'effetto di PGI2 sulle piastrine è favorito da inibitori della degradazione del cAMP. La PGI2 non è coinvolta nella reversione acuta della trombosi, ma piuttosto, quando i mediatori infiammatori aumentano in circolazione in risposta a un danno o alla rottura di una ateroma, gli enzimi COX-2 vengono sovraregolati e ne aumentano la produzione.
L'aumento della produzione di PGI2 previene l'aggregazione piastrinica e riduce il rischio di trombosi, grazie alla sua maggiore espressione nel sistema vascolare cardiaco, in particolare durante un infarto miocardico. La PGI2 esercita potenti effetti vasodilatatori agendo sulla muscolatura liscia come un rilassante. Inoltre, gli enzimi COX-2 e la corrispondente PGI-sintasi vengono sovraregolati in condizioni di ipossia per favorire una risposta vasodilatatoria. Questi recettori sono presenti in livelli aumentati nella vascolatura polmonare e si sospetta che svolgano un ruolo protettivo in tale sede.

### Effetti del composto e usi clinici
PGI2 agisce favorendo la vasodilatazione nelle cellule endoteliali vascolari e nei vasi polmonari. La PGI2 presenta inoltre sia proprietà citoprotettive, sia antiproliferative. A livello ematologico, inibisce anche l'aggregazione piastrinica, la proliferazione dei fibroblasti e l'adesione dei leucociti. La somministrazione farmacologica di analoghi della PGI2 è utile nel trattamento dell'ipertensione arteriosa polmonare, della malattia occlusiva periferica e delle complicanze vascolari diabetiche.
Nella formulazione endovenosa e sottocutanea, viene utilizzata per il trattamento dell'ipertensione polmonare primitiva migliorando i sintomi, l'emodinamica e la sopravvivenza. La formulazione endovenosa viene riservata ai casi più gravi o con maggior deterioramento clinico e può essere utilizzata in attesa del trapianto. La formulazione sottocutanea migliora le capacità funzionali e l'emodinamica, ma esistono problemi legati al dolore nel sito d'iniezione.
La PGI2 può promuovere anche la riparazione della cartilagine.

### Controindicazioni ed effetti collaterali
Alcuni pazienti con ipertensione polmonare hanno sviluppato edema polmonare durante l'inizio della terapia, il che potrebbe essere associato alla malattia veno-occlusiva polmonare. Nella fase iniziale della terapia gli effetti collaterali più comuni sono:
- nausea e vomito
- cefalea
- ipotensione
- arrossamento cutaneo
- dolore toracico
- ansia
- vertigini
- bradicardia
- dispnea
- dolore addominale
- dolore muscolo-scheletrico
- tachicardia

Nelle fasi successive gli effetti collaterali includono anche:
- affaticamento
- edema
- ipossia
- insufficienza ventricolare destra
- pallore
- sanguinamento
- trombocitopenia
- rash
- diarrea
- sintomi simil influenzali

### Interazioni
Gli inibitori selettivi della COX-2 possono aumentare il rischio di eventi cardiovascolari e cerebrovascolari, probabilmente perché alterano la produzione di PGI2 delle cellule endoteliali. La PGI2 viene inibita dall'aspirina.